# Torre Chiayi
La Torre Chiayi (en chino: 射日塔 ) es una torre construida en el interior del parque Chiayi, Distrito Este, la ciudad de Chiayi, Taiwán. La torre exterior fue diseñada e inspirada por un árbol sagrado gigante en Alishan. El patrón de aluminio marrón imita la veta de la madera del árbol. La escultura de bronce interior se inspira en la leyenda "disparo al sol" de los aborígenes taiwaneses.